# Wyche Fowler
Wyche Fowler, Jr., född 6 oktober 1940 i Atlanta, Georgia, är en amerikansk demokratisk politiker och diplomat. Han representerade delstaten Georgia i båda kamrarna av USA:s kongress, först i representanthuset 1977-1987 och sedan i senaten 1987-1993. Han var USA:s ambassadör i Saudiarabien 1997-2001.
Fowler utexaminerades 1962 från Davidson College. Han avlade sedan 1969 juristexamen vid Emory University. Han fyllnadsvaldes 1977 till representanthuset.
Fowler besegrade sittande senatorn Mack Mattingly i senatsvalet 1986. Han kandiderade sex år senare till omval. Fowler fick flest röster i senatsvalets första omgång. I de flesta delstater ordnas det ingen andra omgång men enligt Georgias lag blev det en andra omgång mellan Fowler och republikanen Paul Coverdell i och med att Fowler inte hade fått en majoritet av rösterna. Fowler förlorade knappt i andra omgången och efterträddes 1993 som senator av Coverdell.
USA:s president Bill Clinton utnämnde 1997 Fowler till USA:s ambassadör i Riyadh. Fowler återvände 2001 till USA.